# W (Unix)
w – polecenie uniksopodobnych systemów operacyjnych, które wyświetla dane o użytkownikach zalogowanych w systemie.
Program ten ma podobną funkcję do programu who,
ale zawiera inne dane, w szczególności podaje aktualnie wykonywaną komendę.

## Przykład użycia
```
$ w
5:04pm up 5:39, 4 users, load average: 0.00, 0.00, 0.00
USER   TTY FROM LOGIN@   IDLE   JCPU   PCPU   WHAT
user1  tty1  -  11:35am  6.00s  8.49s  7.98s  vi
user2  tty2  -  4:54pm   1:03   0.33s  0.06s  emacs
user3  tty3  -  4:56pm   0.00s  0.34s  0.04s  w
root   tty4  -  11:34am  2.00s  4.38s  3.86s  top

```

Opis kolumn wyniku
```
5:04pm - bieżąca godzina (17:04)
up 5:39 - jak długi jest nasz uptime
5 users - ilu użytkowników jest zalogowanych
load average - obciążenie systemu
USER - nazwa użytkownika
TTY - numer terminalu, na którym pracuje użytkownik
FROM - informacja dodatkowa
LOGIN@ - data zalogowania
IDLE - ile czasu upłynęło od ostatniego naciśnięcia klawisza
JCPU - czas zużyty przez wszystkie programy na danym terminalu
PCPU - czas zużyty przez wszystkie programy w danym momencie
WHAT - nazwa procesu, z którego aktualnie użytkownik korzysta

```